# Ortiz
Ortiz – miasto w Wenezueli, w stanie Guárico.